# 格雷格·瓦倫丁
格雷格·瓦倫丁（英語：Greg Valentine，1951年9月20日—），本名額我略·維斯尼斯基（英語：Gregory Wisniski），是美國的職業摔角選手。格雷格·瓦倫丁是強尼·瓦倫丁的兒子。在格雷格·瓦倫丁超過四十年的的摔角生涯，他已經拿下了四十次以上的冠軍頭銜，其中包含了NWA美國重量級冠軍及WWF洲際冠軍。格雷格·瓦倫丁曾隸屬於著名的世界摔角聯盟及世界冠軍摔角，而他也在2004年入選成為名人堂成員。

## 冠軍及成就

### 國家摔角聯盟
- NWA美國重量級冠軍（三次）[2]

### 職業摔角畫報
- PWI年度最厭惡選手（1975年）
- PWI年度最厭惡選手（1979年）
- PWI年度最厭惡選手（1983年）
- PWI 500-第49名（1992年）[3]
- PWI Years（個人）-第119名（2003年）[4]

### 世界冠軍摔角
- WCW美國雙打冠軍（英语：WCW United States Tag Team Championship）（一次）[5]

### 世界摔角聯盟 / 世界摔角娛樂
- WWF洲際冠軍（一次）[6]
- WWF雙打冠軍（一次）[7]
- 世界摔角娛樂名人堂（2004年）[8]